# LNB TV
LNB TV est une plateforme OTT lancée par la Ligue Nationale de Basket le 1er octobre 2020.

## Description
Cette plateforme permet la diffusion gratuite des matchs de basket français. L’objectif de cette plateforme est de donner de la visibilité aux championnats de basket français en permettant aux téléspectateurs de voir les matchs gratuitement. La stratégie annoncée est de diffuser «  100 % en live, 100 % gratuit, 100 % commenté  ».   
Y sont diffusés des matchs de Jeep ELITE, de PRO B, ou encore de Leaders Cup. La plateforme permet de voir les matchs en live, ainsi que de visionner les replays de matchs et les résumés de matchs. La création d’une plateforme de ce type est une première pour un championnat majeur en France.  
Début mars 2021, la LNB lance également une application LNB TV sur tablettes et smartphone pour faciliter le visionnage des matchs sur ces appareils. 
Début juin 2021, LNB TV atteint déjà les 100 000 abonnés.
Le 3 janvier 2022, LNB TV annonce avoir acquis les droits de diffusion de la Basketball Champions League, avec tous les matchs des clubs français, une affiche étrangère et le Final Four diffusés en direct et commentés en français.
Le 29 juin 2023, la LNB annonce qu'elle a attribué les droits de diffusion de la Betclic Élite à la chaîne L'Équipe et Skweek.tv. De ce fait, LNB TV ne diffusera plus de matchs de 1ère division. En revanche, la plateforme couvrira l'intégralité des matchs de Pro B.

## Droits TV
- Pro B : L'intégralité des matchs, depuis 2023[7].
- Anciennement la Betclic Élite : la quasi-intégralité des matchs, jusqu'en 2023[7].
- Basketball Champions League : saison 2021-2022.